# Valentine Abt

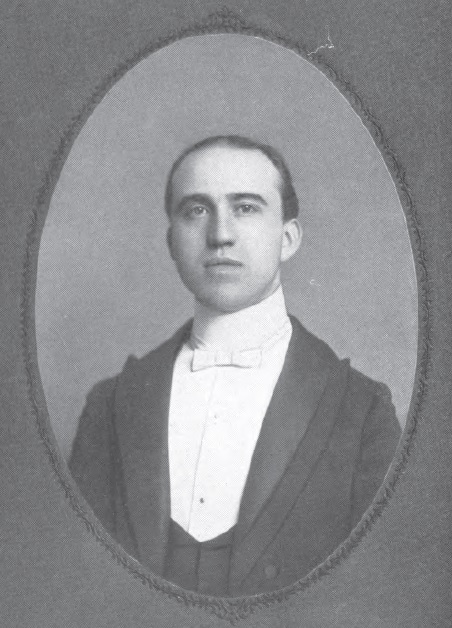
Valentine Abt

Valentine Abt (* 18. Juni 1873 in Allegheny, Pittsburgh; † 16. Juli 1942 in Mayview, Pennsylvania) war ein US-amerikanischer Mandolinist, Komponist und Musikpädagoge.

## Leben
Mit dreizehn Jahren erhielt Valentine Abt seinen ersten Geigenunterricht. Nach fünf Jahren begann er, das Mandolinenspiel zu erlernen, auf das er seine Kenntnisse vom Violinspiel anwenden konnte. Er studierte Harmonielehre bei renommierten Musiklehrern zunächst in Pittsburgh, danach in Utica (New York). 1894 war er selbst Lehrer in Utica (New York). Anschließend ging er nach Pittsburgh und wohnte im Verner Building in Pittsburgh. Zu dieser Zeit leitete er das größte Mandolinenorchester des Landes, bestehend aus 150 Mandolinen und Gitarren. Jetzt fing er auch an, Harfe zu erlernen. Er ging nach New York, unterrichtete dort und gab Konzerte. 1908 gründete er die Plectrum Society, eine Gruppe von 30 Personen, die unter Abts Leitung anspruchsvolle Musik für Zupforchester erarbeitete und aufführte. Er unternahm Konzertreisen durch die USA und Kanada. Bei seinen Konzerten spielte er oft die Werke für Violine solo von Niccolo Paganini, Henryk Wieniawski und Felix Mendelssohn Bartholdy in Bearbeitungen für Mandoline. 1902 publizierte er eine Mandolinschule, die auf Heinrich Ernst Kaysers (* 16. April 1815; † 17. Januar 1888) Violinetüden basierte. Schon zu Beginn des 20. Jahrhunderts spielte er Werke bei Victor Records ein. Es existieren noch Aufnahmen aus den Jahren 1905 bis 1909, sowohl Aufnahmen mit Roy Butin als Duettpartner an der Harfengitarre als auch Aufnahmen mit Orchester.

## Werke (Auswahl)
- Home, sweet home, Variationen für Mandoline solo[5]
- Golden Rod [Goldrute], Barcarolle[1]
- Impromptu, Fantasia[1]
- Valse la Grace für Klavier. Dallas, The Columbian Conservatory of Music, 1909 veröffentlicht in der Serie Frances G. Spencer Collection of American Sheet Music[6][7]
- Valse romantique für 3 Mandolinen und Gitarre[5]

## Rezeption
Frank L. Boyden nennt Valentine Abt 1905 in seinem Buch Popular American Composers den most prominent specialist of the mandolin [den prominentesten Spezialisten auf der Mandolin]. Er habe eine neue Schule des Mandolinspiels entwickelt, und sein duo, trio und quartet Kompositionsstil würden häufig kopiert und imitiert und seien weit verbreitet gewesen. Seine Kompositionen hätten Klasse und würden permanent bestehen.